# 데인인
데인인(Danes)은 북유럽의 철기 시대와 바이킹 시대 기간에 오늘날의 덴마크 영토와 스웨덴 남부 스카네란드 지역들을 포함한 스칸디나비아반도 남쪽에 살았던 북게르만족의 일파이며, 덴마크 왕국의 기초를 세웠다. 이들이 세운 국가의 명칭은 고대 저지 독일어로 "데인인들의 변경"인 덴마크 변경을 의미한다고 여겨지며, 아이더강과 슐라이강 사이에 있는 데인인들의 남쪽 경계인 대네비아케를 나타낸다.

## 기원
데인인의 기원은 확실치 않지만, 몇몇 사료들과 문서들이 데인인들을 나타내고 고고학 분야에서도 이들에 대해서 밝히고 있으며, 데인인들의 문화, 신앙, 조직 구성, 삶의 방식에 대해 지속적인 연구가 이뤄지고 있다. 
데인인들은 요르다네스의 게티카 (551년), 프로코피우스의 저서, 투르의 그레고리우스의 저서 등의 언급과 함께 6세기에 사료에서 처음으로 등장한다. 이들은 고대 노르드어 (dǫnsk tunga)를 구사했으며,  이 언어를 노르웨이와 스웨덴, 그 이후에는 아이슬란드 지역의 사람들과도 공유했다.
요르다네스가 자신의 저서에서 스칸드자에 대해 묘사할 때, 다니(Dani)인들이 Suetidi ("스웨덴인")들과 같은 족속이며 헤룰리이족을 몰아내고 그들의 땅을 차지했다고 말한다. 
고대 영어 시 원반여행자와 베오울프와 더불어 이후의 스칸디나비아의 작가들 (주로 삭소 그라마티쿠스 (경 1200))의 저서들은 데인인들에 대해 쓰여진 고유의 문헌의 일부를 제공한다. 12세기 작가 Sven Aggesen에 따르면, 신화적 인물이자 왕 단이 데인인들에게 자신의 이름을 붙였다고 한다. 

## 문화

### 언어
데인인들은 바이킹 시대가 끝날 무렵에 고대 노르드어로 발전한 원시 노르드어를 사용했다. 스칸디나비아의 과거와 동시대 사람들이 그랬던 것처럼, 데인인들은 룬 문자로 기록을 했지만, 룬돌과 목공품 및 무기, 보석 같은 물건들에 새긴 것을 제외하고 문헌적 기록을 남기지 않는 등, 그렇게 눈에 띄게 사용하지는 않았다.

### 종교
과거와 동시대 스칸디나비아인들처럼, 데인인들은 노르드 신앙을 숭배했다. 대략 500년경에, 점차 숭배가 늘어나던 토르, 오딘, 프레이야 등 몇몇을 제외한 노르드 신앙의 신들 다수가 과거의 중요성을 상실했다. 바이킹 시대인 10세기 기간에, 데인인들은 몇몇 룬돌, 문서, 교회 건물 등에서 확인되는 것처럼 기독교를 공식적으로 수용했다. 새로운 기독교의 영향력이 바이킹 시대 후기 동안 데인인들의 미술, 보석, 장례 풍습에 나타났지만, 그 진행 속도는 빠르지도 않고 분명하지도 않았으며 노르드 신앙의 옛 관습들이 여러 측면에서 행해지는 것이 유지되었다.
베오울프 같은 일부 사료들은 덴마크 내 매우 이른 시기의 아리우스파 존재를 강조하지만, 이 자료가 후대에 내용이 추가된 것인지 또는 실제로 철기 시대 데인인들 사이에서 초창기 게르만의 기독교화를 반영하는 것인지는 많은 세월 학계의 깊은 논쟁의 거리다. 덴마크에서 사자에 둘러싸인 다니엘을 묘사한, 빠르면 500년대에 만들어진 몇몇 고고학 유물들이 출토됨에 따라, 데인인들이 아리우스교 문화에 대한 지식과 영향력을 가지고 있었을지도 모른다.

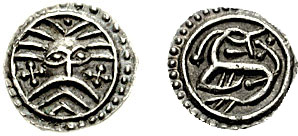
리베에서 출토된 은화 (710-20년경). 오딘과 기독교 십자가 상징들 (왼쪽), 노르드 신앙의 환상속 동물  (오른쪽).
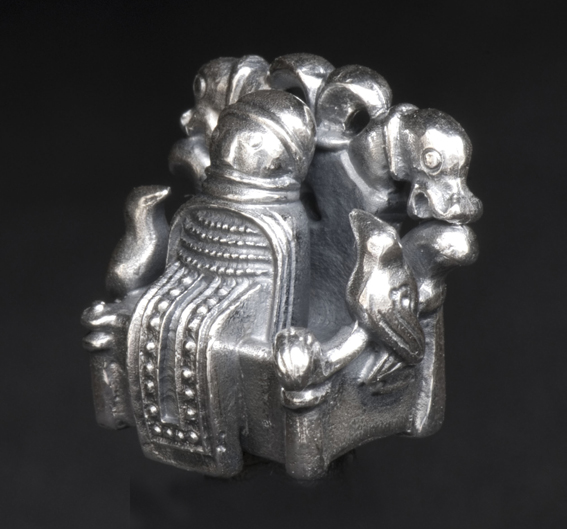
Lejre의 오딘. 은으로 된 오딘 조각상 (900년경).
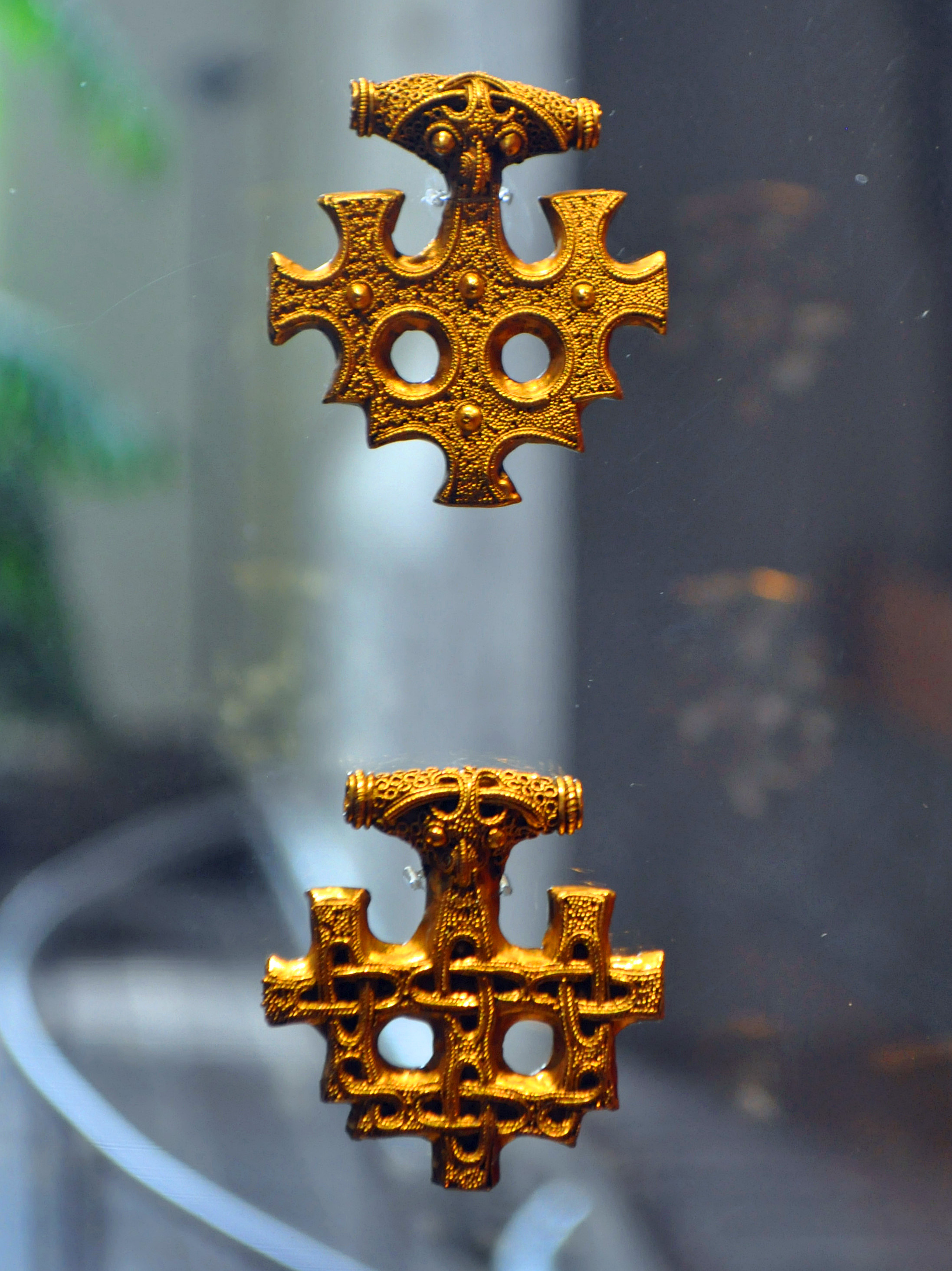
히덴제섬 출토물. 토르의 망치와 기독교 십자가를 혼합한 금제 장신구 (10세기).

## 철기 시대

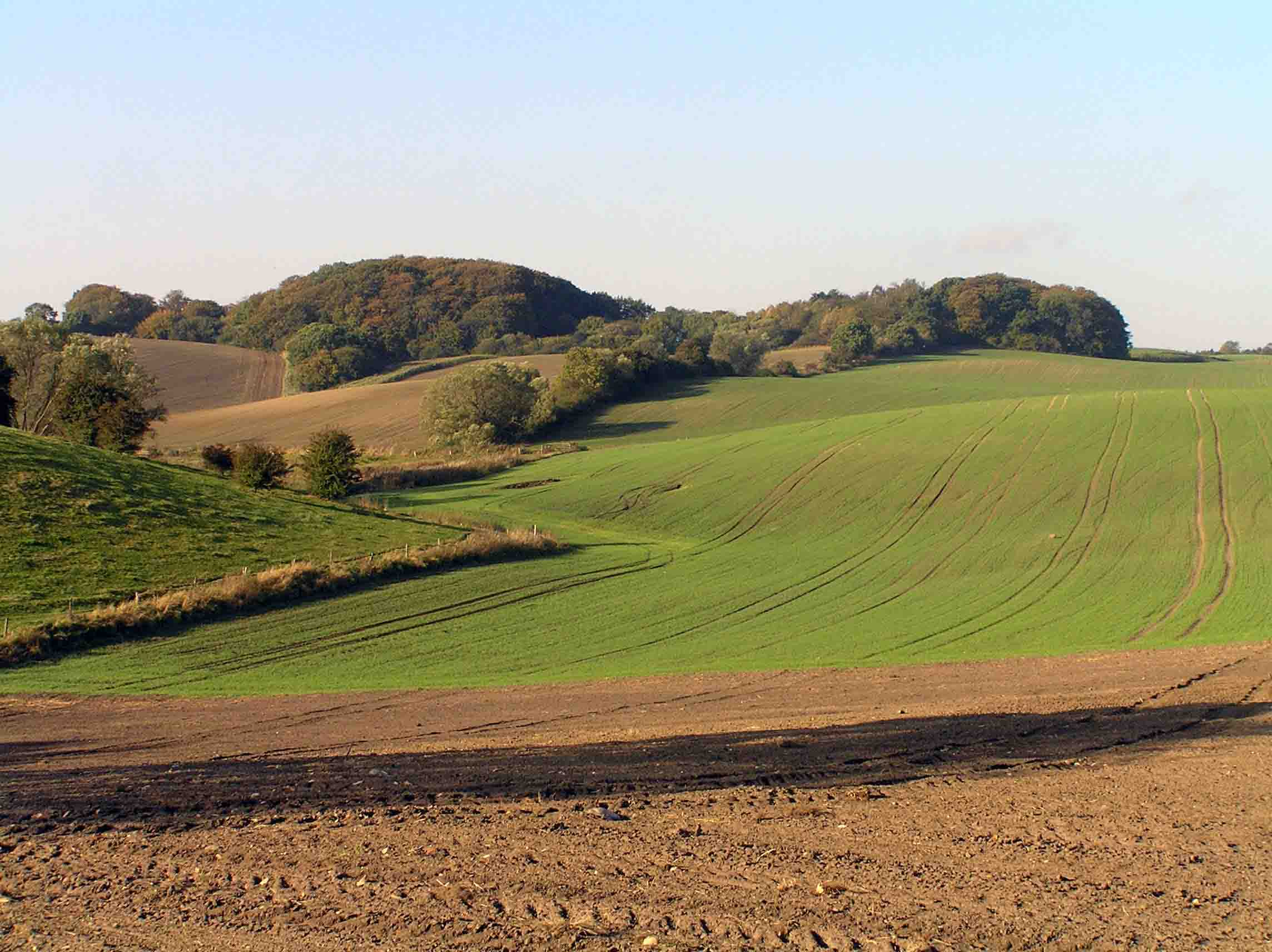
Lejre에 있는 가장 이른 시기의 철기 시대 데인족의 왕궁터 (550년경). 왕궁은 어두운 색의 흙으로 표시되었다.

북유럽 철기 시대 때, 데인인들은 오늘날 덴마크 및 스코네 지역을 포함한 오늘날 스웨덴 남부 지역, 오늘날 북독일 지역인 슐레스비히 지역들을 터전으로 삼았다. 슐레스비히 지역에서 데인인들은 자신들의 영토 남쪽 경계를 표시하기 위해서 데네비어캐라는 거대한 요새시설을 건설했다. 이 시설은 몇 차례 확장되었고, 또한 철기 시대 이후에도 확장이 이뤄졌다. 6세기 무렵까지, 윌란반도는 게르만계 부족 중 하나인 유트족들의 본거지로 묘사되었다.
원반여행자는 철기 시대 데인인들과 관련하여 두 세명의 신화적 왕들을 언급하며, 이들은 바다의 데인인들을 다스린 시가르와 데인인들과 앵글족들을 다스린 오파이다. 수 세기 뒤에, 삭소는 단 왕부터 시작하여, 처음으로 데인인들이 신화적 왕들의 모든 가계들을 기록했다. 삭소의 문서들이 덴마크의 역사에 대한 처음으로 기록된 문헌 자료였기에, 따라서 데인인들과 삭소의 문서 출처들은 거의 대부분이 남아있던 전설이나 민속 설화, 구담 같은 것들이었다.
데인인들의 왕궁터와 수도는 셸란섬 인근의 Lejre에 있고 이후에 스쿌둥 왕조가 다스리던 Lejre 왕국을 구성했다.

## 바이킹 시대

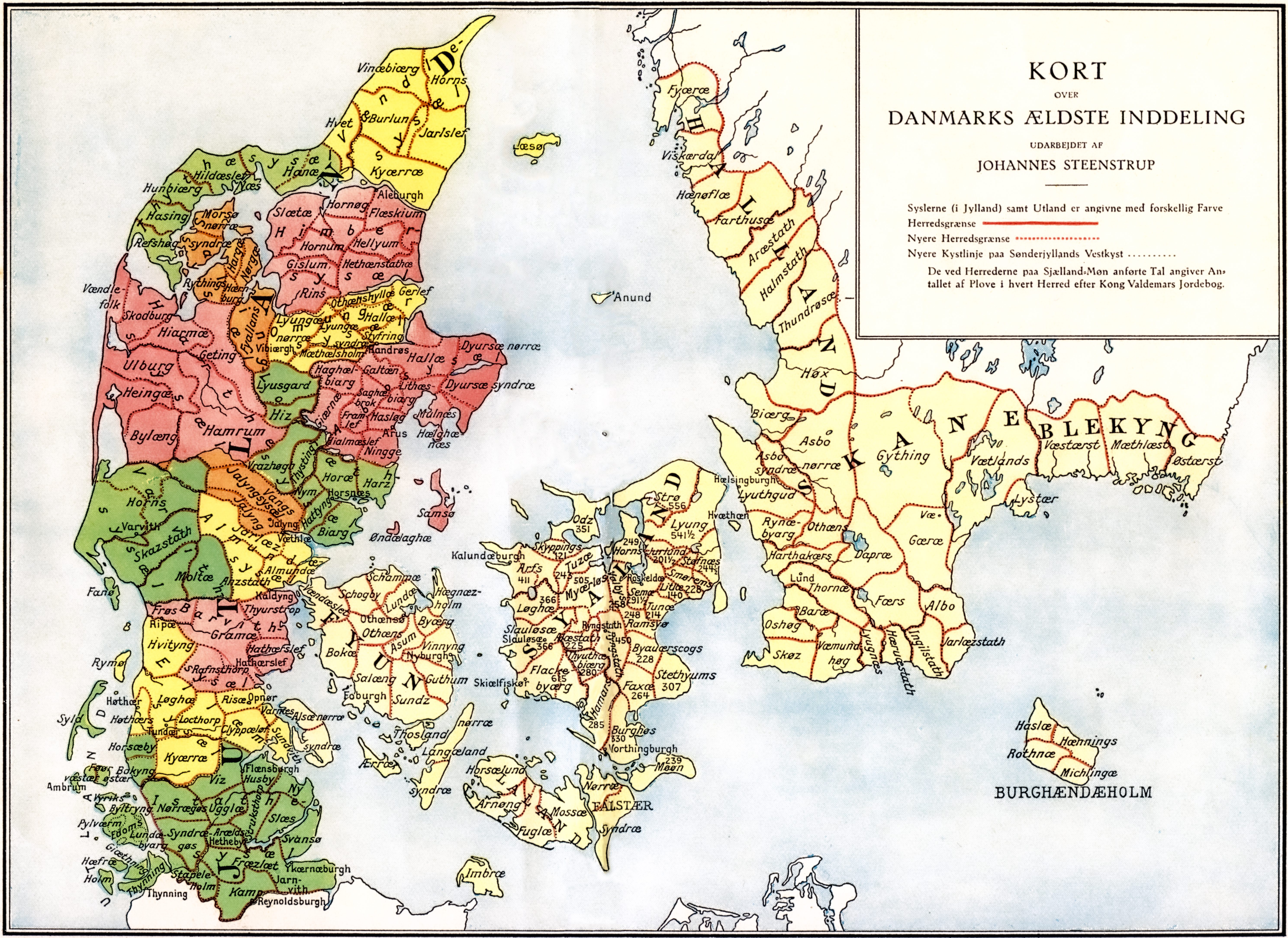
바이킹 시대 때 확장 이전의 덴마크인들의 영역 범위. 데인인 부족들이 자신들의 영역을 "헌드레드" (붉은 색 선으로 표시된 것)로 언제 나눴는지는 밝혀지지 않았다.

8세기가 시작되면서, 데인인들은 자신들의 영토에 Hedeby, 리베, 오르후스, 비보르 등을 포함한 무역 도시 건설에 착수했고 오덴세, 올보르 등의 기존 도시들도 확장을 하였다. Hedeby는 빠르게 성장하여 스칸디나비아에서 가장 큰 도시가 되었고 이후 11세기 중엽에 파괴될 때까지 그 지위를 유지했다.
약 800년경에, 데인인들은 유럽의 해안과 강을 가로질러 장기간의 잘 조직된 약탈 활동을 시작했다. 몇몇 약탈 활동은 데인인 정착자 후손들이 한 것들이며, 이 시기에 잉글랜드의 데인로와 아일랜드의 교외지역 및 새롭게 세워진 정착지, 네덜란드와 프랑스 북부 등 스칸디나비아 외부의 많은 지역들에 데인인들이 정착했다. 11세기 초, 크누트 대왕 (1035년 사망)은 덴마크, 잉글랜드, 노르웨이, 스웨덴 남부 및 북부 독일 일부 지역으로 구성된 방대한 북해 제국을 근 20년을 다스렸다.
10세기 동안에 데인인들의 왕궁은 Lejre에서 윌란반도 중부의 옐링으로 옮겨졌고, 덴마크 왕국의 토대를 이뤘다.

### 데인로
브리튼 제도에서, 데인인들은 786년에 세 척의 바이킹 배를 이끌고 도싯주의 포틀랜드섬에 상륙하여, 그곳에서 마주친 지방행정관과 수행원들을 살해했다. 793년에, 린디스판 수도원에서 바이킹들의 공격 및 약탈이 일어났지만 835년까지 잉글랜드에서 약탈 활동은 더 이상 일어나지 않았다. 835년에, 데인인들은 잉글랜드 남동쪽 쉐피섬을 공격하고 영구 야영지를 세웠고 동앵글리아에서 할프단 라그나르손과 무뼈의 이바르 형제가 겨울을 보내던 865년부터 섬에 정착하였다. 할프단과 이바르는 북쪽으로 이동해 867년에 노섬브리아와 더불어 요크를 점령했다. 특이한 법의 지배 체계인 데인로는 곧 이들이 정착한 지역에 도입되었고 그곳에서 수 세기간 지역 문화를 형성했다. 데인로 문화는 오늘날에도 여전히 남아있다.

### 아일랜드
데인인들은 795년 Rathlin섬에서, 아일랜드에 처음으로 도착했고, 그 이후에 약탈 및 롱포트라고 불리는 요새화된 무역 정착지 건설에 착수했다. 바이킹 시대 기간에, 데인인들은 더블린 (Dyflin), 코크, 워터퍼드 (Veðrafjǫrðr), 리머릭 (Hlymrekr) 등의 많은 해안 도시들을 세웠고 데인인 정착자들도 뒤따랐다. 다음 두 세기 동안에 토착 아일랜드 씨족들과 소규모 접전 및 회전들이 있었고, 데인인들은 때로는 아일랜드 씨족과 동맹을 맺기도 했다. 클론타르프 전투가 일어난 1014년에, 바이킹들은 마침내 패배했고 남은 데인인 정착자들은 점차 아일랜드인들과 동화되었다.

### 프리슬란트
바이킹들은 현재 네덜란드와 독일의 일부인 프리슬란트에 800년에 처음으로 출현했고, 이때 데인인들은 해안 도시들을 약탈했고 이후에 교역 도시 도레스타트는 잦은 공격의 대상이 되었다. 이 시기에, 프리슬란트는 프랑크인들의 지배를 받았고 9세기 중반에, 데인인 족장 로리크는 네덜란드의 서부 지역 일부를 봉토로 부여받고 그곳에 정착했다.
데인인들은 투르의 그레고리우스 (538–594년)가 데인인의 왕 Chlochilaichus가 6세기 초에 당시 프랑크의 영토였던 프리슬란트를 침입하던 동안에 전사했다고 언급하면서, 훨씬 이전부터 프리슬란트와 연관되어 있을 것이다.

### 프랑스

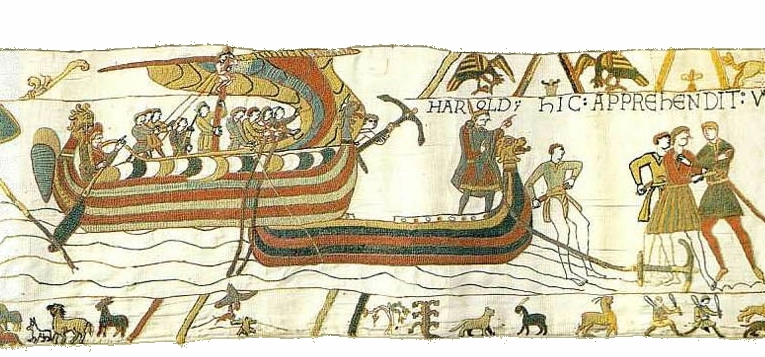
노르망디 해안가의 바이킹 배. 바이외 태피스트리의 한 장면.

현재 프랑스를 구성하는 곳에 대한 최초로 알려진 바이킹 침략은 아키텐 해안가에서 교전이 발생한 799년에 일어났다. 820년 센강에서 일어난 첫 공격을 포함한, 주로 덴마크 지역 출신의 호전적인 바이킹들과 몇 차례 소규모 산전들이 기록되었지만, 834년이 되어서야 프랑스 내에서 바이킹의 활동이 거대한 규모로 이뤄졌다. 같은 해에, 데인인들은 이 당시 유럽의 소금 교역 중심지였던 누아르무티에섬에 영구 거점을 마련하고, 루아르 계곡으로 대규모 원정대를 보냈다. 다수의 대규모 약탈이 서유럽 해안가와 내륙의 강가를 가로질러 이후 수 십 년 동안 일어났다.
900년대가 시작할 때, 바이킹들은 루앙 인근의 센강 하류 지역에 야영지 및 거점들을 세웠다. 이 무자비한 약탈을 막거나 수를 감소시키려는 노력으로, 카롤루스 3세 심플렉스는 911년에 바이킹 족장 롤로와 생클레르쉬레프트에서 조약을 맺고, 롤로와 그의 데인인 부하들에게 현재 노르망디라고 알려진 지역에 대한 권한을 부여했다. 이 조약은 스칸디나비아인들이 스스로 그 곳에 정착하게끔 했고 다음 몇 세기 동안에, 노르만 문화가 노르망디에서 발생했다.

## 사료

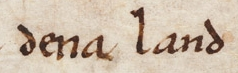
베오울프: "dena land", '데인인들의 땅'. 1000년 무렵의 복사본.

데인인들을 언급하는 사료들은 다음이 있다:
- 원반여행자
- 베오울프. 이 시는 대략 500년경 Lejre에서 일어난 사건을 묘사하며 원본은 이 사건 직후에 쓰였을 것이다.
- 삭소 그라마티쿠스: "데인인의 사적" 12세기에 쓰임.

## 같이 보기
- 덴마크인 : 현 덴마크 거주민.
- 게타이
- 다키아인
- 유트인
- 노르만인
- 노르드인
- 루스인
- 바랑기아인
- 바이킹
- 데인겔드
- 고대 게르만 부족 목록